# Amphiphalera nigripuncta
Amphiphalera nigripuncta är en fjärilsart som beskrevs av Sergius G. Kiriakoff 1979. Amphiphalera nigripuncta ingår i släktet Amphiphalera och familjen tandspinnare. Inga underarter finns listade i Catalogue of Life.